# Bobovec Rozganski
 Bobovec Rozganski  falu Horvátországban Zágráb megyében. Közigazgatásilag  Dubravicához tartozik.

## Fekvése
Zágrábtól 23 km-re északnyugatra, községközpontjától  2 km-re délkeletre a szlovén határ közelében  fekszik. 

## Története
A falunak 1857-ben 512, 1910-ben 654 lakosa volt. Trianon előtt Zágráb vármegye Zágrábi járásához tartozott. 2011-ben a falunak 406 lakosa volt.

## Lakosság
| Lakosság változása | Lakosság változása | Lakosság változása | Lakosság változása | Lakosság változása | Lakosság változása | Lakosság változása | Lakosság változása | Lakosság változása | Lakosság változása | Lakosság változása | Lakosság változása | Lakosság változása | Lakosság változása | Lakosság változása | Lakosság változása |
| ------------------ | ------------------ | ------------------ | ------------------ | ------------------ | ------------------ | ------------------ | ------------------ | ------------------ | ------------------ | ------------------ | ------------------ | ------------------ | ------------------ | ------------------ | ------------------ |
| 1857               | 1869               | 1880               | 1890               | 1900               | 1910               | 1921               | 1931               | 1948               | 1953               | 1961               | 1971               | 1981               | 1991               | 2001               | 2011               |
| 512                | 523                | 540                | 614                | 633                | 654                | 621                | 708                | 628                | 591                | 500                | 453                | 409                | 397                | 411                | 406                |

## Nevezetességei
Szent Antal kápolnáját 1936-ban kezdték építeni. Építéséhez a pénzt a falu népe, a területet Mijo és Ivan Horvat adta. 1967-ben betonból kerítést építettek köréje. A megújított kápolnát 1969. június 15-én szentelték fel.

## Külső hivatkozások
Dubravica község hivatalos oldala